# Новосельцево (городской округ Мытищи)
Новосельцево — деревня в городском округе Мытищи Московской области России.

## Население
| 1678 | 1852 | 1859 | 1890 | 1899 | 1926 | 2002 | 2010 |
| ---- | ---- | ---- | ---- | ---- | ---- | ---- | ---- |
| 82   | ↗308 | ↗335 | ↗340 | ↗398 | ↗479 | ↘261 | ↘97  |

## География
Расположена на севере Московской области, в западной части Мытищинского района, примерно в 14 км к северо-западу от центра города Мытищи и 10 км от Московской кольцевой автодороги, на берегу Клязьминского водохранилища системы канала имени Москвы. Западнее деревни проходит Дмитровское шоссе А104.
В деревне 16 улиц, 2 переулка, приписано садоводческое товарищество. Ближайшие населённые пункты — деревни Еремино, Семкино и Чиверёво. Связана прямым автобусным сообщением с городами Лобней и Мытищи (маршруты № 31, 36 и 42).

## История
XVI—XVIII века
В 1585 году село Новосильцево принадлежало князю Василию Фёдоровичу Скопину-Шуйскому и в писцовых книгах того времени описывалось так:

…за князем Васильем Федоровичем Шуйскаго-Скопина старинная вотчина село Новосильцово, на реке Клязме, а в селе церковь Сергия чудотворца, да предел св. Троицы стоит без пения, да к тому селу припущено в пашню пустошь Потапова, при селе мельница, на реке Клязме, в одно колесо.— Холмогоров В. И., Холмогоров Г. И. Исторические материалы для составления церковных летописей Московской епархии
В 1653 году на пустоши на противоположном берегу Клязьмы, была построена новая церковь Троицы Живоначальной и Новосильцево стало деревней.
В 1667 году деревней владел князь Яков Никитич Одоевский, который отдал её в качестве приданого за свою дочь Марфу князю Михаилу Яковлевичу Черкасскому. От него в начале XVIII века Новосильцово перешло дочери, княгине Ирине Михайловне — жене князя Якова Фёдоровича Долгорукова, а затем к их дочери Анне Яковлевне — жене Алексея Петровича Шереметева.
XIX век
В середине XIX века деревня Новосильцова относилась ко 2-му стану Московского уезда Московской губернии и принадлежала графу Шереметеву, в деревне было 48 дворов, крестьян 145 душ мужского пола и 163 души женского.
В «Списке населённых мест» 1862 года — владельческая деревня Московского уезда по левую сторону Ольшанского тракта (между Ярославским шоссе и Дмитровским трактом), в 20 верстах от губернского города и 14 верстах от становой квартиры, при пруде и колодцах, с 40 дворами и 335 жителями (158 мужчин, 177 женщин).
По данным на 1899 год — деревня Троицкой волости Московского уезда с 398 жителями.
XX—XXI века
В 1913 году — 83 двора, земское училище и производство железных подносов.
По материалам Всесоюзной переписи населения 1926 года — центр Новосельцевского сельсовета Коммунистической волости Московского уезда в 1,5 км от Хлебниковского шоссе и 6,5 км от станции Хлебниково Савёловской железной дороги, проживало 479 жителей (222 мужчины, 257 женщин), насчитывалось 116 хозяйств, из которых 114 крестьянских, имелась школа, работала абажурная фабрика.
С 1929 года — населённый пункт в составе Коммунистического района Московского округа Московской области. Постановлением ЦИК и СНК от 23 июля 1930 года округа как административно-территориальные единицы были ликвидированы.
1929—1935 гг. — центр Новосельцевского сельсовета Коммунистического района.
1935—1939 гг. — центр Новосельцевского сельсовета Дмитровского района.
1939—1954 гг. — центр Новосельцевского сельсовета Краснополянского района.
1954—1959 гг. — деревня Красногорского сельсовета Краснополянского района.
1959—1960 гг. — деревня Красногорского сельсовета Химкинского района.
1960—1963, 1965—1994 гг. — деревня Красногорского сельсовета Мытищинского района.
1963—1965 гг. — деревня Красногорского сельсовета Мытищинского укрупнённого сельского района.
1994—2006 гг. — деревня Красногорского сельского округа Мытищинского района.
2006—2015 гг. — деревня сельского поселения Федоскинское Мытищинского района.